# Henryk Martyna
Henryk Martyna   (Cracòvia, 14 de novembre de 1907 - Cracòvia, 17 de novembre de 1984) és un exfutbolista polonès de la dècada de 1930.
Fou 23 cops internacional amb la selecció polonesa amb la qual participà en els Jocs Olímpics d'Estiu de 1936.
Pel que fa a clubs, defensà els colors de Korona Kraków, Legia Varsòvia i Warszawianka Varsòvia.